# George Tierney

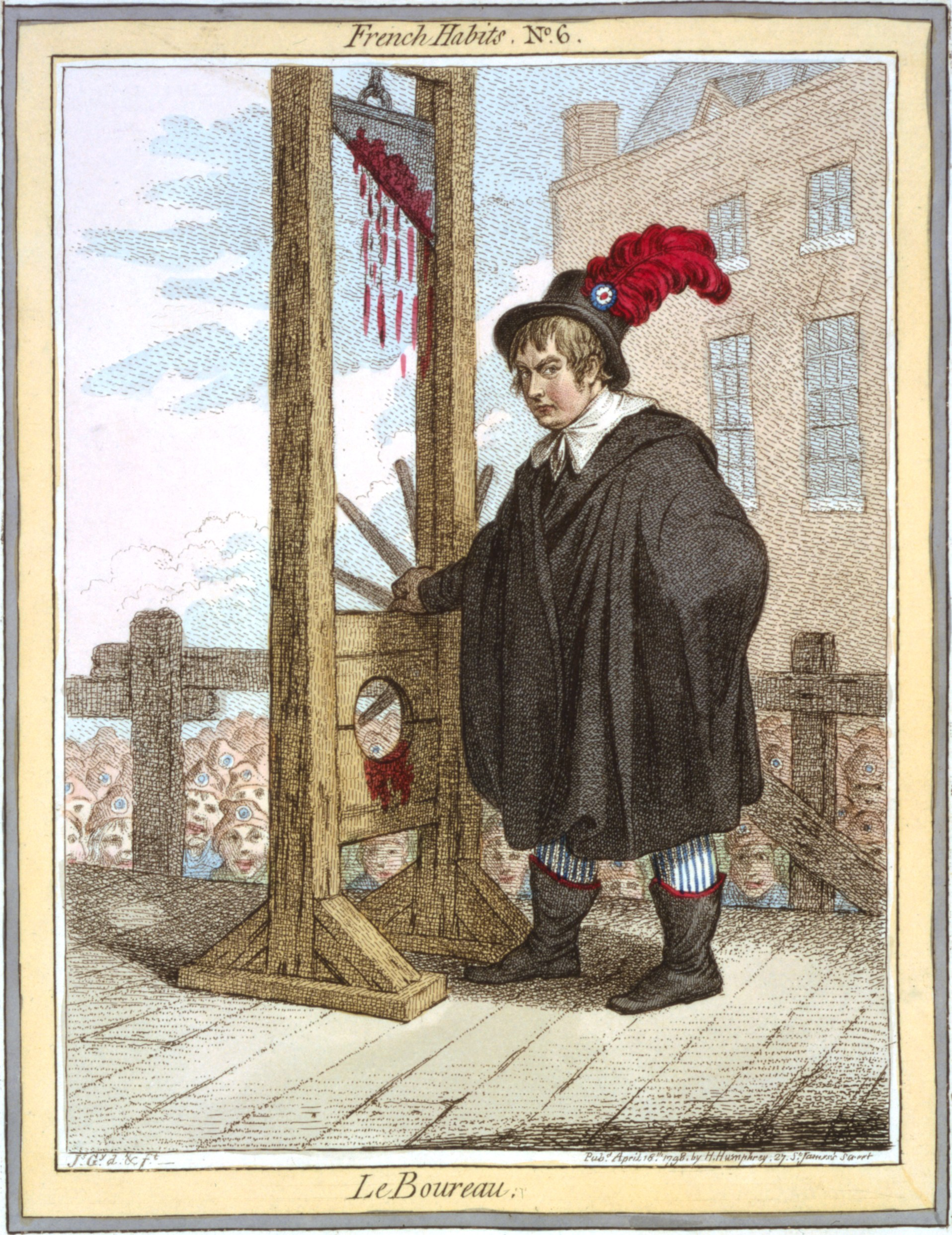
Le Boureau, karykatura George’a Tierneya z 1798 r. ukazująca go jako francuskiego kata obsługującego gilotynę

George Tierney (ur. 20 marca 1761 w Gibraltarze, zm. 25 stycznia 1830 w Londynie), brytyjski polityk związany ze stronnictwem wigów, minister w rządach Henry’ego Addingtona, lorda Grenville'a i George’a Canninga.
Był synem irlandzkiego kupca z Limerick zamieszkałego w Londynie. Wykształcenie odebrał w Eton College oraz w Peterhouse na Uniwersytecie Cambridge. W 1784 r. ukończył tam prawo i wkrótce został powołany do korporacji. Porzucił jednak prawo i rozpoczął działalność polityczną. W 1788 r. wystartował w wyborach w okręgu Colchester. Otrzymał taką samą liczbę głosów jak jego kontrkandydat, ale to Tierney otrzymał mandat deputowanego. Utracił go jednak już w 1790 r.
Do Izby Gmin Tierney powrócił w 1796 r. jako reprezentant okręgu Southwark, który to okręg reprezentował do 1806 r. Następnie był deputowanym z okręgów Athlone (1806–1807), Bandon (1807–1812), Appleby (1812–1818) i Knaresborough (1818–1830).
Tierney należał do grona krytyków polityki premiera Williama Pitta Młodszego. William Wilberforce określił go mianem "jakobina", a w maju 1798 r. premier Pitt oskarżył go o brak patriotyzmu. 27 maja doszło do pojedynku między Pittem a Tierneyem, ale żaden z uczestników nie odniósł obrażeń. W 1803 r. został skarbnikiem floty w rządzie Addingtona i pozostał na tym stanowisku do upadku gabinetu w 1804 r. W latach 1806–1807 był przewodniczącym Rady Kontroli w rządzie Grenville'a.
W latach 1818–1821 stał na czele partii wigów w Izbie Gmin. W 1819 r. złożył wniosek o powołanie komisji ds. stanu państwa, ale wniosek został odrzucony. W 1827 r. został zarządcą mennicy. W lipcu został członkiem gabinetu. W sierpniu George’a Canninga na stanowisku premiera zastąpił lord Goderich. Tierney pozostał na swoim stanowisku do upadku tego rządu w 1828 r., ale nie był już członkiem gabinetu. W tym okresie pogorszył się stan jego zdrowia. Tierney zmarł w 1830 r. w Savile Row w Londynie.